# Gertrud Grunow
Gertrud Grunow (Berlino, 8 luglio 1870 – Leverkusen, 11 giugno 1944) è stata una cantante e pianista tedesca che insegnò presso la scuola Bauhaus collaborando con Johannes Itten a partire dal 1919.
I suoi lavori influenzarono, fino al 1933, l'arte in germania. Sia Paul Klee che Vasilij Kandinskij ne trassero ispirazione.